# Administración Federal de Transporte
La Administración Federal de Transporte (Federal Transit Administration, FTA, anteriormente UMTA - Urban Mass Transit Administration o Administración de Tránsito "Masivo" Urbano) es una agencia dentro del Departamento de Transporte de los Estados Unidos (DOT) que provee asistencia financiera y técnica a los sistemas locales de transporte público. El FTA es uno de los diez modales de la administración dentro del DOT. Dirigido por un administrador seleccionado por el Presidente de los Estados Unidos, el FTA funciona desde Washington D. C., la oficina sede y diez oficinas regionales que asiste a las agencias de transporte en los 50 estados, el Distrito de Columbia, Puerto Rico, las Islas Vírgenes, Guam, Islas Marianas del Norte, y Samoa Americana.
El transporte público incluye a autobuses, metros, tren ligero, trenes de pasajeros, monoraíl, ferry de pasajeros, tranvías, funiculares y trolebús. El gobierno federal, por medio de la FTA, provee asistencia financiera para desarrollar nuevos sistemas de tráfico y mejorar, mantener y operar los sistemas existentes. La FTA supervisa a las subvenciones estatales y locales de proveedores de transporte, principalmente a través de sus diez oficinas regionales. Estas concesiones son las responsables de gestionar sus programas de acuerdo con los requisitos federales, y el FTA es responsable de asegurarse que sus subvencionados sigan las reglas y requisitos federales junto con los requerimientos administrativos.

## Historia
En 1962 el presidente John F. Kennedy envió un importante mensaje sobre el transporte al Congreso de los Estados Unidos. Era para el establecimiento de un programa de asistencia de capital para el transporte en masa. El presidente Kennedy dijo:
```
"Para conservar y reforzar los valores en las zonas urbanas existentes es esencial. Pero por lo menos al igual de importantes son las medidas para promover la eficiencia económica y la 
habitabilidad
 en las áreas de desarrollo futuro. Es nuestro bienestar nacional, por lo que se requiere de la buena disposición de transporte urbano, con la armoniosa utilización de vehículos privados y moderno de transporte masivo para contribuir a darle forma, así como servir de crecimiento urbano."
```

El presidente Lyndon Johnson firmó la Ley de Transporte Masivo en Masa de 1964 en una ley, aprobado por la casa de representantes con votos de 212-to-129 y el senado de 52-41 votos, el 9 de julio de 1964, creando la Administración de Transporte Masivo en Masa. La agencia recibió el mandato de proporcionar asistencia federal para los proyectos en masa de tránsito, incluyendo la asistencia capital inicial de 375 millones de dólares durante más de tres años.